# Spix-Saki
Der Spix-Saki (Pithecia inusta) ist eine Primatenart aus der Gruppe der Neuweltaffen, die im mittleren östlichen Peru zu beiden Seiten des Oberlaufes des Río Ucayali und im angrenzenden äußersten Westen Brasiliens am Unterlauf des Rio Juruá und möglicherweise auch südlich des Unterlaufes des Rio Javari vorkommt. 

## Merkmale
Die Kopf-Rumpf-Länge der untersuchten Männchen und Weibchen des Spix-Sakis beträgt 37 bis 42 cm. Der Schwanz des Männchens ist 30 cm lang, die Schwänze erreichen Längen von 30 bis 50 cm. Wie alle Sakis hat der Spix-Saki ein zotteliges, raues Fell, das aus schwarzen Haaren mit weißen Spitzen besteht, so das insgesamt ein graues bis grauschwarzes Farbbild entsteht. Dabei sind die Weibchen eher mittelgrau, die Männchen eher dunkelgrau bis grauschwarz. Verursacht durch hellbraune Haarspitzen ist die Halskrause der Männchen braun. Hände und Füße der Affen sind mit kurzen weißlichen Haaren bedeckt. Das Gesicht der Weibchen ist mit kurzen weißen Haaren bedeckt, bei den Männchen sind die Gesichtshaare bräunlich. Die Gesichtsfärbung der Männchen führte zum wissenschaftlichen Namen der Art (Latein: inusta = verbrannt). Bei beiden Geschlechtern ist das Gesicht von einem grauen Haarkranz umgeben. Die Region um Maul und Nase ist unbehaart und schwarz. Entlang der Lippen erstrecken sich schmale weiße Haarbänder.

## Systematik
Der Spix-Saki wurde 1824 durch den deutschen Naturwissenschaftler Johann Baptist von Spix nach seiner Brasilien-Expedition beschrieben, 1913 jedoch durch den US-amerikanischen Zoologen Daniel Giraud Elliot mit dem Mönchsaffen (Pithecia monachus) synonymisiert. Erst 2014, in einer Revision der Sakis, wurde Pithecia inusta wieder als eigenständige Art anerkannt. 

## Anmerkung
1. ↑  angesengter Schweifaffe bei Georges Cuvier: Le règne animal; distribué d’après son organisation; pour servir de base à l’histoire naturelle des animaux et d’introduction à l’anatomie comparée. 4 Bände. Paris 1817 (deutsch: Das Thierreich, geordnet nach seiner Organisation: als Grundlage der Naturgeschichte der Thiere und Einleitung in die vergleichende Anatomie. 6 Bände. Brockhaus, Leipzig 1831–1843) Seite 278 Google Books.